# Награда „Владимир Ћоровић”
Награда „Владимир Ћоровић” је награда која се уручује у месту Гацко, у Републици Српској, где се током септембра одржава научни скуп Ћоровићеви сусрети историчара и научни скуп историчара. Награда се додељује за изузетан допринос у пољу историјске науке. Награда меморијално носи име Владимира Ћоровића (1885 - 1941.година) који је био српски историчар, филозоф и филолог, дугогодишњи професор Филозофског факултета, ректор Београдског универзитета и напослетку академик Српске Краљевске академије.
- Момчило Спремић
- Мира Радојевић
- Ђура Тошић
- Јованка Калић[3]
- Василије Крестић
- Радивоје Радић
- Славенко Терзић

## Вид још
- Владимир Ћоровић
- Награда „Светозар Ћоровић”
- САНУ
- Списак српских награда